# ビリー・キャンベル
ビリー・キャンベル（Billy Campbell 本名：ウィリアム・オリヴァー・キャンベル (William Oliver Campbell) , 1959年7月7日 - ）は、アメリカ合衆国バージニア州シャーロッツビル出身の俳優。ビル・キャンベル（Bill Campbell）とも表記される。

## 人物
過去に女優のジェニファー・コネリーと婚約していたが解消している。兄弟にデイヴィッド・キャンベル、ジョン・キャンベルがいる。

## 主な出演作品
- ダイナスティ Dynasty (1984 - 1985) テレビドラマ、ゲスト出演
- 新スタートレック Stark Trek: The Next Generation (1988) テレビドラマ、ゲスト出演（オコーナ船長役）
- ロケッティア The Rocketeer (1991)
- ドラキュラ Dracula (1992)
- ジャングル・ブック/少年モーグリの大冒険 The Second Jungle Book: Mowgli & Baloo (1997) ※日本劇場未公開
- 友情の翼 The Brylcreem Boys (1998)
- イン・ザ・ビギニング In the Beginning (2000) テレビ映画、モーセ役
- イナフ Enough (2002)
- ゴッド&ジェネラル/伝説の猛将 Gods and Generals (2003)
- LAW & ORDER:性犯罪特捜班 Law & Order: Special Victims Unit (2004) テレビドラマ、ゲスト出演
- 4400 未知からの生還者 The 4400 (2004 - 2007) テレビドラマ、ゲスト出演
- The O.C.シーズン2 The O.C. (2005) テレビドラマ
- オー!マイ・ゴースト Ghost Town (2008)
- SHARK カリスマ敏腕検察官シーズン1・2 Shark (2007 - 2008) テレビドラマ
- ユーリカ 〜事件です!カーター保安官〜 Eureka (2009) テレビドラマ、ゲスト出演
- THE KILLING ～闇に眠る美少女 The Killing シーズン1・2・4（2011- 2014）テレビドラマ、ダレン・リッチモンド役
- リンカーンを殺した男 Killing Lincoln（2013）テレビ映画、主演
- HELIX -黒い遺伝子- (2014-)  テレビドラマ、 主演
- 刑事カーディナル（2017-20）テレビドラマ、 主演